# Dokeng
Dokeng is een bestuurslaag in het regentschap Flores Timur van de provincie Oost-Nusa Tenggara, Indonesië. Dokeng telt 240 inwoners (volkstelling 2010).